# Biblioteka Cyfrowa Uniwersytetu Wrocławskiego
Biblioteka Cyfrowa Uniwersytetu Wrocławskiego (BCUWr) – biblioteka cyfrowa oferująca dostęp do zabytków piśmiennictwa, zbiorów edukacyjnych i wystaw prezentujących kolekcje wybrane z zasobów Biblioteki Uniwersyteckiej we Wrocławiu. Wykorzystując oprogramowanie dLibra (opracowane i rozwijane przez Poznańskie Centrum Superkomputerowo-Sieciowe) współtworzy polską platformę rozproszonych bibliotek cyfrowych w sieci PIONIER, zapewniającą dostęp do obiektów cyfrowych wraz z ich metadanymi oraz do zaawansowanych usług opartych na udostępnianych obiektach (m.in. do wyszukiwania rozproszonego).

## Zbiory
Kolekcje biblioteki cyfrowej zawierają zdigitalizowane zbiory, które ze względu na ich wartość historyczną, treść i zakres terytorialny stanowią dziedzictwo kultury europejskiej lub regionalnej. Oryginały poddane procesowi digitalizacji obejmują następujące typy dokumentów: książki (w tym stare druki), czasopisma, rękopisy, nuty, dokumenty kartograficzne, fotografie, karty pocztowe i grafiki. Zakres terytorialny kolekcji "Dziedzictwo kulturowe" dotyczy obszaru całej Europy, a "Regionalia" – Śląska i Łużyc, ze szczególnym uwzględnieniem Dolnego Śląska i Wrocławia. Oddzielną kolekcję w BCUWr stanowią „Wystawy”, które prezentują przede wszystkim tematykę dotyczącą Śląska i Wrocławia w oparciu o dokumenty biblioteczne, muzealne lub archiwalne wydane pierwotnie drukiem w formie katalogów, e-książek lub materiałów dokumentujących ekspozycje. W BCUWr gromadzi się również multimedia, których treści są przygotowane i wykorzystywane przede wszystkim w celach edukacyjnych, badawczych i naukowych, a także w celu promocji Uniwersytetu Wrocławskiego, Biblioteki UWr i regionu.

## Historia
W listopadzie 2005 roku powołano Komisję ds. Digitalizacji Zbiorów w Bibliotece Uniwersyteckiej we Wrocławiu, zadaniem której było opracowanie wytycznych i procedur digitalizacji zbiorów oraz zasad ich udostępniania. BCUWr została udostępniona online użytkownikom internetowym 21 grudnia 2005 roku. Celem Biblioteki jest dążenie do zachowania i popularyzacji w formie cyfrowej bogatych zasobów dziedzictwa kulturowego.
Po roku wdrażania systemu, 5 grudnia 2006 roku w barokowej sali Oratorium Marianum Uniwersytetu Wrocławskiego odbyło się uroczyste otwarcie Biblioteki Cyfrowej Uniwersytetu Wrocławskiego. W tym samym roku Komisja opracowała i opublikowała w Internecie Niezbędnik redaktora oraz e-Poradnik redaktora zasobów cyfrowych. W przygotowaniu wytycznych dla opisów zbiorów specjalnych według atrybutów DublinCore byli zaangażowani pracownicy z oddziałów: Rękopisów, Starych Druków, Oddziału Bibliologicznego, Zbiorów Muzycznych, Graficznych, Kartograficznych i Gabinetu Śląsko-Łużyckiego. Łącznie zespół BCUWr wraz z pracownikami technicznymi liczył 26 osób.
W roku 2007 BCUWr została posadowiona na nowej wersji oprogramowania dLibra w. 3.0. W strukturze organizacyjnej Biblioteki Uniwersyteckiej nastąpiły zmiany i w ramach Pracowni Reprografii i Digitalizacji utworzono Sekcję Digitalizacji i Mediów Cyfrowych, która, wraz z informatykiem, zajmowała się techniczną stroną funkcjonowania BCUWr. W tym samym roku rozpoczęto współpracę z Archiwum, Muzeum i Ogrodem Botanicznym Uniwersytetu Wrocławskiego oraz Wydziałem Prawa, Administracji i Ekonomii Uniwersytetu Wrocławskiego, dla których utworzono kolekcję „Zbiory Specjalistyczne”. W grudniu 2007 roku na spotkaniu poświęconym idei współtworzenia i rozwojowi BCUWr oficjalnie zaprezentowano Prawniczą Bibliotekę Cyfrową. Ponadto w 2007 roku opublikowano w BCUWr współczesne periodyki promujące Uniwersytet Wrocławski oraz Dolny Śląsk: „Przegląd Uniwersytecki”, „Miesięcznik Miłośników Matematyki” (Wydział Matematyki i Informatyki UWr), „Akademisches Kaleidoskop” oraz „Spotkajmy się we Wrocławiu” (Wydawnictwo Barbara Folta), a także wdrożono interfejs użytkownika dla użytkowników w języku angielskim, czeskim, francuskim i niemieckim. Nowa wersja e-Poradnika została włączona do współredagowania na forum Biblioteka 2.0. Wszystkie nowości oraz informacje o BCUWr rozsyłane były użytkownikom poprzez newsletter (grudzień 2007 r. ponad 1400 subskrybentów).
Udział merytoryczny w tym przedsięwzięciu mieli pracownicy z Oddziałów: Rękopisów, Starych Druków, Oddziału Bibliologicznego, Zbiorów Muzycznych, Graficznych, Kartograficznych i Gabinetu Śląsko-Łużyckiego, natomiast obsługę informatyczną i techniczną zapewniali pracownicy Pracowni Reprografii i Digitalizacji oraz Oddziału Komputeryzacji. Cały zespół z Biblioteki liczył 21 osób. Najaktywniejszym partnerem BCUWr byli pracownicy tworzący Prawniczą Bibliotekę Cyfrową. 
Przez cały rok pracowała Komisja ds. BCUWr, do jej zadań należało:
1. czuwanie nad techniczną sprawnością BCUWr,
2. współpraca z autorami dLibry i wdrażanie nowych wersji oprogramowania,
3. szkolenie redaktorów,
4. korekta opisów publikacji,
5. opracowywanie dokumentów prawniczych,
6. kontakty z partnerami BCUWr oraz poszukiwanie nowych,
7. kontakty z wydawnictwami oraz autorami, którzy byliby chętni przekazać swoje materiały do BCUWr,
8. informowanie czytelników o nowościach w BCUWr oraz o szeroko rozumianej digitalizacji w BUWr i w Polsce poprzez Newsletter i kanał RSS,
9. planowanie i urealnianie wizji rozwoju BCUWr,
10. współpraca z innymi instytucjami tworzącymi System Rozproszonych Bibliotek Cyfrowych,
11. reklamowanie BCUWr,
12. opracowanie kolejnych wytycznych i instrukcji oraz uaktualnienie istniejących dokumentów; w tym roku opracowano: profil gromadzenia (aktualizacja), wytyczne gromadzenia (aktualizacja), przewodnik, jak wydać e-booka, przewodnik, jak zostać partnerem BCUWr, wzór umowy partnerskiej (aktualizacja), procedury monitorowania procesów digitalizacji oraz parametry do analizy wydajności całego procesu i jego etapów.

W kwietniu wdrożono kolejną wersję oprogramowania, tj. dLibra 4.0. Dzięki temu czytelnicy mają dostęp do nowych funkcji usprawniających korzystanie z całego systemu rozproszonych bibliotek cyfrowych. Zalogowani czytelnicy mogą m.in. tworzyć listę ulubionych publikacji, polecać publikacje innym osobom, opisywać publikacje prywatnymi słowami kluczowymi (tagami), które nie są widoczne dla nikogo innego, oceniać publikacje, sugerować słowa kluczowe (tagi) do opisów publikacji. Funkcje te widoczne są na stronie z opisem i treścią publikacji oraz na stronach profilu czytelnika. W ramach aktualizacji dodano również wbudowaną przeglądarkę publikacji DjVu. Dzięki niej również czytelnicy nie posiadający zewnętrznego dodatku do przeglądania DjVu mogą zapoznać się z treścią publikacji.
W lipcu opublikowano w BCUWr kolejną wersję e-Poradnika redaktora zasobów cyfrowych, w którym uwzględniono uwagi z forum Biblioteka 2.0, zaktualizowano załączniki, a przede wszystkim sporządzono wytyczne do opracowania zbiorów współczesnych w Dublin Core.
W grudniu 2008 r. uruchomiono od strony technicznej „e-Czytelnię”, w której będą udostępniane w BCUWr współczesne materiały ze zbiorów Biblioteki, ale z ograniczonym dostępem do wybranych komputerów na terenie Biblioteki lub Uniwersytetu.
W roku 2009 najważniejszym wydarzeniem dla BCUWr był udział, wraz z Poznańskim Centrum Superkomputerowo-Sieciowym, w europejskim projekcie ENRICH i EuropeanaLocal. Celem projektów było ułatwienie dostępu do cyfrowych reprezentacji zabytków piśmiennictwa europejskiego oraz stworzenie wirtualnego sieciowego środowiska do ich badania. BUWr była jednym z partnerów odpowiedzialnych za dostarczenie treści cyfrowych, natomiast PCSS to partner technologiczny projektu. W wyniku tych działań od 12 grudnia wszystkie publikacje dostępne w BCUWr oraz w Federacji Bibliotek Cyfrowych można oglądać za pośrednictwem Europeany (Europejska Biblioteka Cyfrowa).
W styczniu, po trzech latach funkcjonowania, nastąpiły zmiany personalne w Komisji ds. BCUWr. W grudniu 2009 r. udostępniono czytelnikom BCUWr „e-Czytelnię”, w której zamieszczono współczesne materiały ze zbiorów biblioteki m.in. najbardziej poczytne książki, podręczniki, skrypty. Publikacje dostępne są poprzez wybrane terminale znajdujące się w budynkach BUWr.
Na początku 2010 biblioteka przystąpiła do projektu przekazywania danych o pracach doktorskich zamieszczonych w BCUWr do portalu DART-Europe. W lutym, w portalu znajdowało się na razie tylko 6 doktoratów obronionych na Uniwersytecie Wrocławskim. Portal współtworzyło 16 krajów europejskich, a Polskę reprezentowało, poprzez Federację Bibliotek Cyfrowych, 14 bibliotek cyfrowych.
Od maja 2010 r. dzięki pośrednictwu FBC wszystkie publikacje BCUWr udostępniono również w portalu ViFaOst (Virtuelle Fachbibliothek Osteuropa). Jest  to interdyscyplinarny portal, oferujący społeczności akademickiej szeroki zakres informacji na temat Europy Wschodniej. Wszechstronne możliwości wyszukiwania dają dostęp do specjalistycznych informacji naukowych na temat historii, języka, literatury, polityki i kultury wschodnich, środkowo-wschodnich i południowo-wschodnich krajów i regionów europejskich.
Od początku istnienia Biblioteki Cyfrowej UWr starano się pozyskać dla niej archiwalne materiały popularnych i poczytnych, współczesnych czasopism śląskich. Do 2010 r. udało się uzyskać zgodę redakcji miesięcznika społeczno-kulturalnego „Odra”. Finanse pozwoliły na umieszczenie w BCUWr tylko spisów treści tego miesięcznika. Kilka miesięcy przed 60. rocznicą istnienia „Odry” znalazł się sponsor - Rentier.pl, który będzie sukcesywnie finansował digitalizację oraz opublikowanie archiwalnych numerów „Odry” w BCUWr. Poszczególne zeszyty będą sukcesywnie poddawane procesowi rozpoznawania tekstu (OCR), dzięki czemu możliwe jest pełnotekstowe przeszukiwanie treści publikacji udostępnionych w formatach DjVu oraz PDF. W ramach promocji cyfrowego miesięcznika „Odra”, informacje o kolejnych numerach pojawiają się na specjalnym, dedykowanym temu przedsięwzięciu blogu oraz na Facebooku.